# Света Богородица Богопокрита (Сухо)
„Света Богородица Богопокрита“ или „Рождество Богородично“ (на гръцки: Ιερά Μονή Παναγίας Θεοσκεπάστου) е православен женски манастир в лъгадинското село Сухо (Сохос), Гърция, метох на светогорския манастир Дохиар.
Манастирът е разположен на два километра западно от Сухо, на хълм в Богданската планина (Вертискос). Манастирът е възстановен през май 1993 година при игумена на Дохиар архимандрит Григорий, като за една година е построено едно крило и църквата „Свети Йоан Богослов“. Започва да функционира през юли 1994 година, когато в него се установяват за постоянно първите монахини.